# Ambient 4: On Land
Ambient 4: On Land è l'ottavo album in studio del musicista britannico Brian Eno, pubblicato nel 1982 dalla E.G. Records.

## L'album
Ultimo capitolo della serie Ambient, l'album è caratterizzato dalla presenza di archetipi riconducibili alla dark ambient.
L'album si potrebbe definire una "miscela" di note di sintetizzatore, suoni naturali/animali, e complessi arrangiamenti sonori ricavati da registrazioni effettuate durante alcune sessioni avvenute in passato.
Dopo aver dedicato tre anni alla registrazione dell'album, Eno dichiarò che il sintetizzatore iniziava ad essere di "utilità limitata" poiché la sua strumentazione acustica ed elettronica veniva "gradualmente rimpiazzata da non-strumenti quali pezzi di catene e bastoni e pietre...

Sebbene l'album presenti atmosfere oscure, esso si può considerare fortemente "ambient", poiché le tracce tendono a miscelarsi l'una sull'altra in modo omogeneo. Eno disse in proposito:
Eno spiegò anche alcuni dettagli relativi al modo in cui ascoltare l'album. Nelle note di copertina di On Land egli suggerisce di riprodurlo usando un sistema a tre vie di altoparlanti che "è semplice da installare ed economico".

L'album fa riferimenti a zone geografiche definite: il brano Lizard Point cita l'omonima area (in italiano è Capo Lizard) presente nell'estremo sud ovest dell'Inghilterra, Lantern Marsh è una zona dell'Anglia orientale dove il musicista crebbe. Dichiarò:

A proposito di Leek Hills il compositore scrisse:
Tal Coat è invece un riferimento a Pierre Louis Jacob, un proponente della corrente pittorica Tachisme. Questo interesse per la pittura da parte di Eno è descritto in una sua dichiarazione. Sosteneva infatti che l'album era «un tentativo di trasporre nella musica qualcosa che puoi fare dipingendo, cioè creare un ambiente figurativo. All'inizio del ventesimo secolo, l'ambizione dei grandi pittori era quella di realizzare dipinti simili alla musica, da loro considerata l'arte più nobile perché era astratta, e non figurativa. Per contro, la mia intenzione principale su On Land era quella di realizzare una musica che fosse un dipinto figurativo ma privo di riferimenti alla storia della musica, perché più vicino alla 'storia dell'ascolto.»
Dunwich Beach, Autumn, 1960 è invece un riferimento ad un porto marittimo di Dunwich che erose dal mare dopo un periodo di trecento anni.

## Tracce
Testi e musiche di Brian Eno, eccetto dove indicato.
1. Lizard Point – 4:34 (Brian Eno, Michael Beinhorn, Axel Gros, Bill Laswell)
2. The Lost Day – 9:13
3. Tal Coat – 5:30
4. Shadow – 3:00
5. Lantern Marsh – 5:33
6. Unfamiliar Wind (Leeks Hills) – 5:23
7. A Clearing – 4:09
8. Dunwich Beach, Autumn, 1960 – 7:13

## Formazione
- Brian Eno - strumenti vari
- Michael Beinhorn - sintetizzatore (solo in Lizard Point)
- Axel Gros - chitarra (solo in Lizard Point)
- Bill Laswell - basso (solo in Lizard Point)
- Jon Hassell - tromba (solo in Shadow)
- Michael Brook - chitarra (solo in Dunwich Beach Autumn, 1960)
- Daniel Lanois - equalizzazione dal vivo (solo in Dunwich Beach Autumn, 1960)